# Mapamundi de Domingos Teixeira

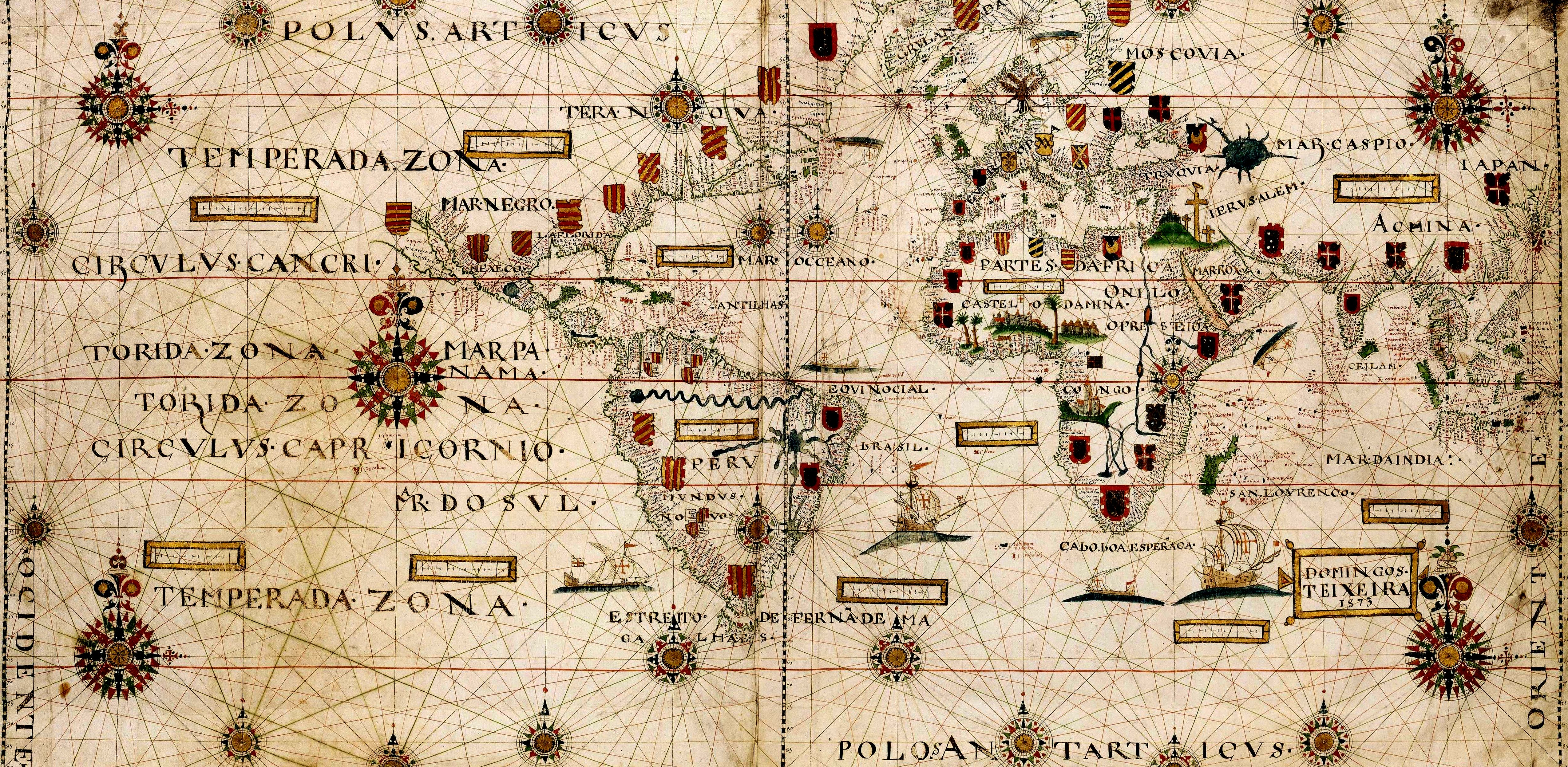
Mapa Mundi de Domingos Teixeira (1573)

El Mapa Mundi de Domingos Teixeira fue hecho por este cartógrafo portugués poco antes de ser súbdito de Felipe II, al convertirse este en rey de Portugal en la Batalla de Alcántara (1580).
Está hecho y pintado a mano sobre una pieza de pergamino y se conserva en la Biblioteca Nacional de Francia.

## Ficha técnica
- Fecha: 1573
- Autor: Domingos Teixeira (portugués).
- Escuela cartográfica: Portuguesa.
- Breve descripción: Mapa Mundi.
- Localización Física: Bibliothèque National de France.

## Descripción
Es uno de los primeros mapamundis completo, mostrando las rutas de las especias, tanto la portuguesa de Vasco da Gama con sus posesiones como la española de Hernando de Magallanes (muestra la tierra magallánica aún no circumnavegada por Diego Ramírez de Arellano que la bautizó como Isla de Xátiva).
Se puede observar el alcance del meridiano de  Tordesillas, tanto por el lado de América (Brasil) como por el lado de Filipinas, que atendiendo a derecho serían de Portugal, ya que están en "su" hemisferio.